# Малышева Гора
Малышева Гора — деревня в Новосельском сельском поселении Сланцевского района Ленинградской области.

## История
Деревня Марашева Горка упоминается на карте Санкт-Петербургской губернии Ф. Ф. Шуберта 1834 года.

МАЛЫШЕВА ГОРА — деревня принадлежит наследникам господина Поршнякова, число жителей по ревизии: 66 м. п., 77 ж. п. (1838 год)

МАЛЫШЕВА ГОРА — деревня госпожи Орловой, по просёлочной дороге, число дворов — 16, число душ — 64 м. п. (1856 год)

В XIX — начале XX века деревня административно относилась к Выскатской волости 1-го земского участка 1-го стана Гдовского уезда Санкт-Петербургской губернии.
Согласно Памятной книжке Санкт-Петербургской губернии 1905 года деревня входила в Малышевское сельское общество.

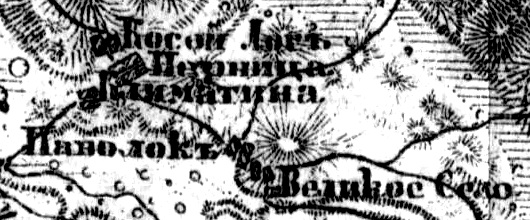
Земли деревни Малышева Гора на карте 1919 года

В 1917 году деревня находилась в составе Гоголевской волости Гдовского уезда.
С 1918 года, в составе Рудненской волости.
С 1922 года, в составе Наволокского сельсовета Доложской волости.
С февраля 1927 года, в составе Выскатской волости.
С августа 1927 года, в составе Рудненского района.
С 1928 года, в составе Новосельского сельсовета. В 1928 году население деревни составляло 117 человек.
С 1930 года, в составе Савиновщинского сельсовета.
По данным 1933 года деревня Малышева Гора входила в состав Савиновщинского сельсовета Рудненского района. С августа 1933 года, в составе Гдовского района.
С марта 1935 года, в составе Новосельского сельсовета.
С января 1941 года, в составе Сланцевского района.
С 1 августа 1941 года по 31 января 1944 года, германская оккупация.
С 1963 года, в составе Кингисеппского района.
По состоянию на 1 августа 1965 года деревня Малышева Гора входила в состав Новосельского сельсовета Кингисеппского района.
С ноября 1965 года, вновь в составе Сланцевского района. В 1965 году население деревни составляло 40 человек.
По данным 1973 и 1990 годов деревня Малышева Гора входила в состав Новосельского сельсовета Сланцевского района.
В 1997 году в деревне Малышева Гора Новосельской волости проживали 15 человек, в 2002 году — 19 человек (русские — 95 %).
В 2007 году в деревне Малышева Гора Новосельского СП проживали 12 человек, в 2010 году — 8 человек.

## География
Деревня расположена в юго-восточной части района на автодороге 41К-794 (Гусева Гора — Малышева Гора).
Расстояние до административного центра поселения — 3 км.
Расстояние до ближайшей железнодорожной платформы Сланцы — 38 км.
К югу от деревни протекает один из притоков реки Руя.

## Демография
| 2007 | 2010 | 2017 |
| ---- | ---- | ---- |
| 12   | ↘8   | ↗36  |